# Domagnano
Domagnano (Munt Dmagnên in romagnolo nella variante sammarinese) è un castello della Repubblica di San Marino di 3 568 abitanti ed un'estensione di 6,62 km².

## Geografia fisica
Comprende il territorio compreso tra il crinale dell'Ausa, de Il Rio, tributario dell'Ausa stesso e quello del Fiumicello, tributario del Marano fino a Torraccia. Il punto più elevato del territorio nei pressi del centro abitato di Domagnano a 357 metri d'altezza.
Confina con i castelli di Faetano, Borgo Maggiore e Serravalle e con il comune italiano di Coriano, in provincia di Rimini. Le sue coordinate sono 43° 56' 52'' N, 12° 28' 8'' E.

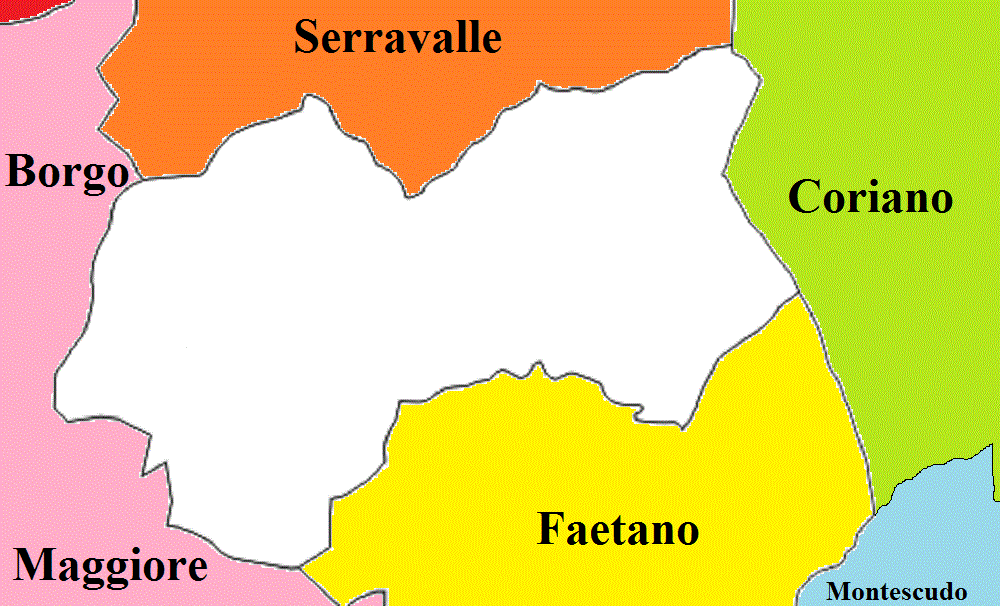
Mappa del castello di Domagnano con i castelli e i comuni confinanti.

## Origini del nome
Il nome Domagnano deriva forse dal nome latino Domenianus che significa fondo padronale oppure da Omagnano, che ricorda i "magnani", che erano coloro che lavoravano i metalli.

## Storia
Abitato fin dall'epoca romana, il cui nome era Domenianus. Sul suo territorio sorgeva la fortezza dei Malatesta di Monte Lupo, nel 1463 fu occupato dai sammarinesi. Nel 1892-1893 in località Paderna fu trovato il cosiddetto tesoro di Domagnano, in gran parte conservato al British Museum di Londra (Regno Unito).

### Simboli
Lo semma fa riferimento al nome originario di Montelupo raffigurando un lupo passante e una torre in rovina sulla cima di un monte.

## Società

### Abitanti
Abitanti censiti

### Famiglie
Famiglie censite
Abitanti censiti

## Geografia antropica

### Curazie
- Fiorina
- Torraccia

### Località
- Cà Giannino
- Piandivello
- Spaccio Giannoni

## Infrastrutture e trasporti

### Ferrovie
Dal 1932 al 1944 ha operato la Ferrovia Rimini-San Marino, a scartamento ridotto, completamente finanziata dall'Italia fascista di Benito Mussolini, in seguito alla stipula di una convenzione (1927) di esercizio fra i due stati. Fu distrutta il 26 giugno 1944 dai bombardamenti della Desert Air Force durante la seconda guerra mondiale e smantellata fra il 1958 e il 1960.

## Amministrazione
La casa di Castello si trova in Piazza Filippo da Sterpeto, 3/A.
Alle elezioni del 29 novembre 2020 è stato eletto come Capitano di Castello Marcello Andreani dell'unica lista civica Domagnano al Centro con tutti e otto i seggi della Giunta di Castello.
| Periodo          | Periodo          | Primo cittadino    | Partito                           | Carica               | Note |
| ---------------- | ---------------- | ------------------ | --------------------------------- | -------------------- | ---- |
| 13 giugno 1999   | 7 giugno 2009    | Pier Marino Felici | Lista civica                      | Capitano di Castello |      |
| 7 giugno 2009    | 30 novembre 2014 | Daniele Gasperoni  | Lista civica                      | Capitano di Castello |      |
| 30 novembre 2014 | 29 novembre 2020 | Gabriel Guidi      | Lista civica Domagnano Paese Vivo | Capitano di Castello |      |
| 29 novembre 2020 |                  | Marcello Andreani  | Lista civica Domagnano al Centro  | Capitano di Castello |      |

## Sport
La locale squadra di calcio, il Football Club Domagnano, è la più titolata di San Marino: ha vinto 4 campionati sammarinesi, 8 Coppe Titano e 3 coppe federali. Vanta anche alcune partecipazioni alla Coppa UEFA.
Nel castello ha anche sede il Rugby Club San Marino che però si allena e gioca le sue partite a Chiesanuova.

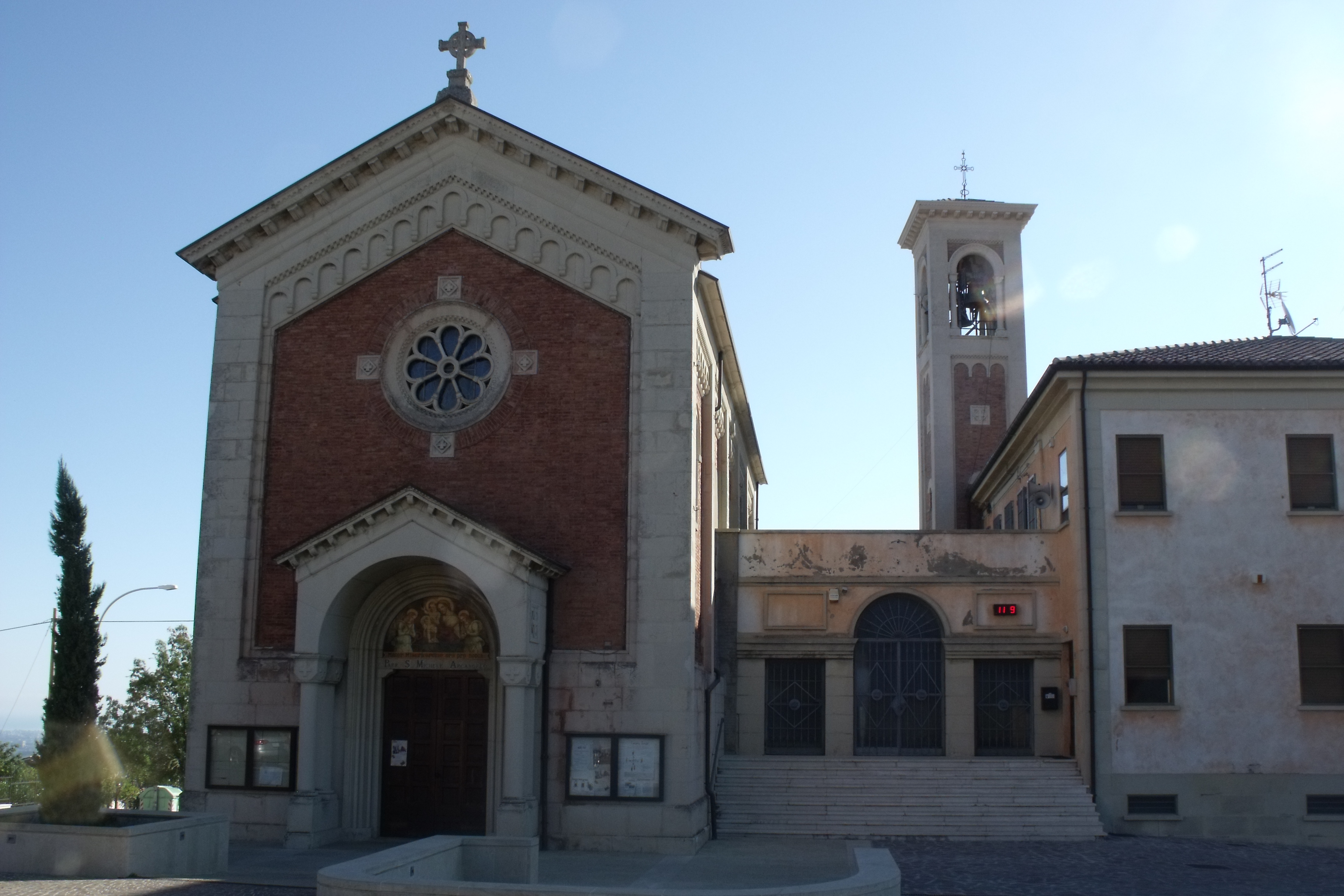
Parrocchia di Domagnano intitolata a san Michele arcangelo

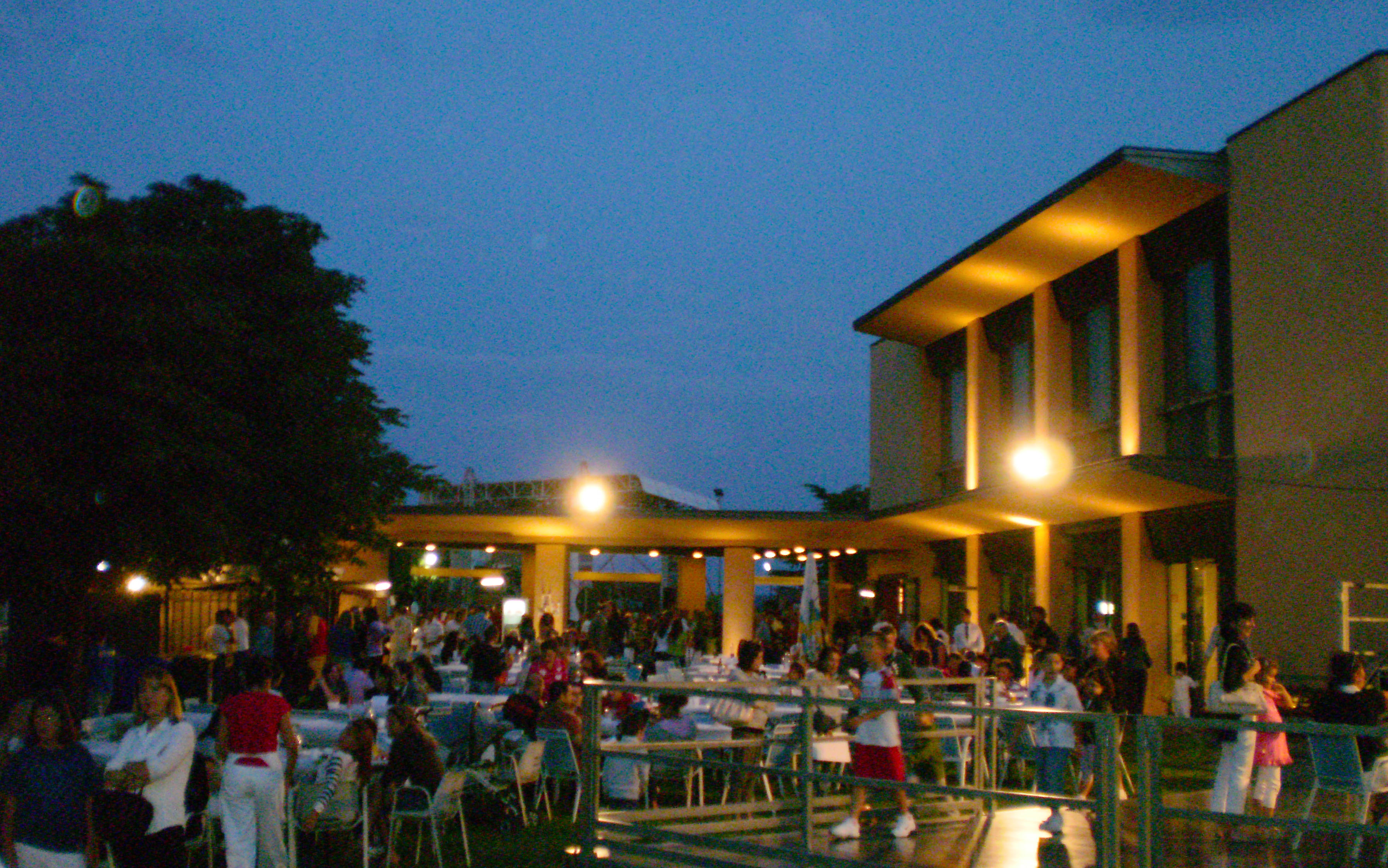
La Casa di Castello di Domagnano in piazza Filippo da Sterpeto